# Số điện thoại ở Algérie

## Định dạng cuộc gọi
Để gọi ở Algérie, định dạng sau được sử dụng:
- 0 MÃ-KHU-VỰC xx xx xx Gọi trong một mã vùng 'Mã vùng là một số có 2 chữ số ex: 21,41,46'
- 021 xx xx xx Gọi tới Algiers từ các mã vùng khác
- +213 yy xx xx xx Các cuộc gọi từ bên ngoài Algérie 'yy là mã vùng'

Để gọi một điện thoại di động ở Algérie; sử dụng định dạng này:
- +213 Y xx xx xx xx gọi từ bên ngoài Algérie Y là mã Nhà khai thác; 5 cho ooredoo, 6 cho Mobilis, 7 cho Djezzy
- 0 Y xx xx xx xx Để gọi bất kỳ số điện thoại di động nào từ Algérie

## Danh sách các mã vùng điện thoại ở Algérie
| DANH SÁCH MÃ VÙNG | DANH SÁCH MÃ VÙNG |
| Vùng/Thành phố    | Mã vùng           |
| ----------------- | ----------------- |
| Adrar             | 49                |
| Chlef             | 27                |
| Laghouat          | 29                |
| Oum El Bouaghi    | 32                |
| Batna             | 33                |
| Bejaia            | 34                |
| Biskra            | 33                |
| Bechar            | 49                |
| Blida             | 25                |
| Bouira            | 26                |
| Tamanrasset       | 29                |
| Tebessa           | 37                |
| Tlemcen           | 43                |
| Tiaret            | 46                |
| Tizi ouzou        | 26                |
| Algiers           | 21                |
| Djelfa            | 27                |
| Jijel             | 34                |
| Setif             | 36                |
| Saida             | 48                |
| Skikda            | 39                |
| Sidi Bel Abbes    | 48                |
| Annaba            | 38                |
| Guelma            | 37                |
| Constantine       | 31                |
| Medea             | 25                |
| Mostaganem        | 45                |
| M'Sila            | 35                |
| Mascara           | 45                |
| Ouargla           | 29                |
| Oran              | 41                |
| Elbayad           | 49                |
| Illizi            | 29                |
| Bordj bouariridj  | 35                |
| Boumerdes         | 24                |
| El Tarf           | 38                |
| Tindouf           | 49                |
| Tissemsilt        | 46                |
| El Oued           | 32                |
| Khenchla          | 32                |
| Souk Ahras        | 37                |
| Tipaza            | 24                |
| Mila              | 31                |
| Ain Defla         | 27                |
| Naama             | 49                |
| Ain Temouchent    | 43                |
| Ghardaia          | 29                |
| Relizane          | 46                |